# Elezioni regionali in Valle d'Aosta del 2025
Le elezioni regionali in Valle d'Aosta del 2025 si terranno il 28 settembre per eleggere il Consiglio regionale della Valle d'Aosta (in quanto, in questo caso, il Presidente della Giunta Regionale non è direttamente eletto dai cittadini). Saranno le prime elezioni parte delle elezioni regionali in Italia del 2025.

## Legge elettorale
Il sistema elettorale in Valle d'Aosta è definito dalle modifiche effettuate dalla L.R. 16/2017, che ha abolito il ballottaggio e conseguentemente riportato la politica locale ad un meccanismo sostanzialmente proporzionale. 
In tal senso, la legge elettorale prevede l’elezione solamente dei 35 consiglieri, con un sistema proporzionale a turno unico. Il Presidente della Regione, a differenza delle altre regioni italiane (ad esclusione del Trentino Alto Adige) dove è prevista l'elezione diretta, viene eletto successivamente con una votazione interna al Consiglio regionale, secondo un meccanismo di maggioranza assoluta (occorrono la metà dei voti più uno per risultare eletti).
In termini più strettamente elettorali, invece, secondo la legge elettorale vigente, due o più liste possono sottoscrivere un programma elettorale comune, ma l’elettore potrà votare comunque la singola lista. Ogni lista deve essere composta da un minimo di 18 nomi a un massimo di 35. Ai sensi delle modifiche occorse con la L.R. 27/2025 in seguito all’esito positivo del referendum confermativo su quest’ultima dello stesso anno, l’elettore può nuovamente indicare fino a tre preferenze, con almeno una di genere diverso, allineandosi così nuovamente alla maggior parte delle legislazioni elettorali regionali.
I seggi vengono distribuiti proporzionalmente tra le liste, con un eventuale premio di maggioranza che scatta solamente nel caso in cui una lista o un gruppo di liste raggiungano il 42% dei voti, e che comporta l'attribuzione di 21 seggi.
Sono previste due soglie di sbarramento: La prima esclude le liste che non abbiano raggiunto il quoziente minimo (dato dalla divisione tra la somma dei voti totali e il numero dei seggi da assegnare). Tra le liste sopravvissute alla prima scrematura, si ripartiscono i seggi e poi si applica il secondo sbarramento: vengono così escluse tutte le liste che non hanno ottenuto almeno due seggi in questo primo tentativo. I seggi "liberati" vengono riassegnati alle altre liste.
Una volta attribuiti i seggi alle liste, vengono conteggiate le preferenze per ogni candidato all’interno della lista e stilata una graduatoria con i nomi.
Il cittadino esprime il proprio voto tracciando un segno sul simbolo della lista scelta. Accanto a questo è presente uno spazio dove l'elettore può esprimere i voti di preferenza.
Le preferenze possono essere espresse: 
- scrivendo nome e cognome del candidato
- scrivendo solo il cognome del candidato (in caso di omonimia nei cognomi va specificato anche il nome)
- scrivendo il numero arabo corrispondente al candidato

Se l’elettore non sceglie alcuna lista, ma decide di esprimere una preferenza collegata a una singola lista, allora il voto verrà attribuito alla lista stessa.

### Bibliografiche
1. ↑  (IT, FR) Decreto 23 luglio 2025, n. 342 (PDF), su regione.vda.it, Bollettino Ufficiale della Regione Autonoma Valle D’Aosta.